# Calanthe ruttenii
Calanthe ruttenii är en orkidéart som beskrevs av Johannes Jacobus Smith. Calanthe ruttenii ingår i släktet Calanthe och familjen orkidéer.
Artens utbredningsområde är Moluckerna. Inga underarter finns listade i Catalogue of Life.